# Герб Португалии
Герб Португалии официально принят 30 июня 1911 года вместе с флагом Португалии.

## История и значение
Современный португальский герб имеет почти тысячелетнюю историю, беря своё начало от синего креста на серебряном фоне Генриха Бургундского, к которому постепенно добавлялись и убирались новые элементы, и завершился большим комплексом геральдических элементов в 1911 году.

## Описание
Герб Португалии представляет собой золотую армиллярную сферу, на которую помещён геральдический щит. На щите на белом фоне в форме креста изображено 5 малых синих щитов. На малых щитах изображено по 5 серебряных безантов. По краям большого щита широкая красная каёмка с семью золотыми за́мками. Армиллярная сфера обрамлена золотыми ветвями, перевязанными снизу двумя лентами — красной и зелёной лентой (цвета государственного флага).

### Малые щиты и безанты
После официального признания независимости Королевства Португалия в 1143 году на бургундский флаг были добавлены серебряные безанты (византийские монеты), что означало право короля как суверенного монарха выпускать свою валюту. Во время расцвета средневековой геральдики щит утратил некоторые элементы и изображение креста. Без креста и с пятью маленькими щитами на том месте, где были серебряные безанты, герб наследовал Саншу I. Позже число серебряных безантов было уменьшено королём Себастьяном I с 11 до 5 на каждом малом щите. Поздние толкователи объясняют их как пять ран Христа, однако такое объяснение маловероятно.

### Замки
Во время правления Афонсу III появилась красная Кайма с золотыми замками (не с башнями, как утверждают некоторые источники, а именно с замками). Число замков менялось от 8 до 12. Афонсу IV определил 12, а Себастьян I окончательно утвердил 7. Предположительно, они означают мавританские замки, отвоёванные Португалией во время Реконкисты. Возможно, они кастильские, но в отличие от испанских, изображаемых с синими открытыми воротами, португальские замки изображены с закрытыми золотыми воротами.

### Армиллярная сфера
Важный элемент португальской геральдики с XV века — армиллярная сфера — часто использовалась на флагах колоний, особенно в Бразилии. Этот навигационный прибор, использовавшийся для определения координат, символизирует значение Португалии в эпоху великих географических открытий, а также обширность колониальных владений, принадлежавших первой республике.
Хотя армиллярная сфера обычно использовалась как «республиканский» элемент, в противовес короне на сине-белом флаге, она изображалась и на некоторых монархических флагах. В частности, на флаге соединённого королевства Португалии, Алгарви и Бразилии, а после его распада — на флаге королевства, а позже - империи Бразилия.

## История гербов

Предположительно, с 1093 по 1180
Предположительно, с 1180 по 1247
С 1247 по 1385
С 1385 по 1481
С 1481

|  | Малый герб Королевства Португалия до 1911 года   |
|  | Большой герб Королевства Португалия до 1911 года |

| король        | королева (консорт)    | королевский принц     | принц Бейра     |
| ------------- | --------------------- | --------------------- | --------------- |
| большой малый |                       |                       |                 |
| 1-й инфант    | 2-й инфант            | 3-й и далее инфант    | инфанта         |
|               |                       |                       |                 |
| герцог Порту  | герцог Бежа           | герцог Коимбра        | герцог Браганса |
|               | как инфант как герцог | как инфант как герцог |                 |